# Barwa szara
Barwa szara – barwa uzyskana przez połączenie barw dopełniających. Można ją również uzyskać poprzez zmieszanie bieli i czerni. Szarość symbolizuje monotonię, pospolitość w przeciwieństwie do barwności, koloru, które kojarzone są z barwami czystymi. Dlatego potocznie szarość oznacza brak koloru (niekolorowość).